# Cavalheiros do apocalipse
Os Cavalheiros do Apocalipse são um projecto português de humor em vídeo totalmente concebido e direccionado para web.
Os Cavalheiros apareceram em Março de 2007 e durante mais de um ano produziram um vídeo humorístico por semana. Os sketshes são desenvolvidos em estilo de documentário, com personagens que nascem do absurdo do quotidiano português.
"Cursos para todos (Gandas Oportunidades)", "Sexo proibido nos carros", "Seja um Engenheiro em 12 aulas práticas", "Ensino Show" ou "Portugal Safou-se" são alguns dos exemplos do humor como sátira política que deram alguma projecção aos cavalheiros. "A favor do aquecimento global", "O fim dos Toninhos", "Orgias em crise", "O especialista em aeroportos", "Aparições" ou "Vergonha nacional no desporto" reflectem uma visão crítica e bem humorada do quotidiano e das contradições do Portugal contemporâneo.[parcial?] 